# Nils Fröling (fotbollsspelare)
Nils Gustav Georg Fröling, född 20 april 2000 i Dallas, USA, är en svensk fotbollsspelare som spelar för Hansa Rostock.

## Fotbollskarriären

### Unga år
Fröling började som sjuåring att spela fotboll i Boo FF. Som 14-åring fick han debutera i klubbens seniorlag som då spelade i division 5. Vid 16 års ålder flyttade Fröling vidare till Åtvidabergs FF där han säsongen 2017, då laget trillade ur Superettan, fick göra tio framträdanden.

### I Allsvenskan med Kalmar
Efter degraderingen valde Fröling i januari 2018 att lämna Åtvidaberg för Kalmar FF. I april samma år kom den   allsvenska debuten då den nyblivna 18-åringen fick göra ett inhopp i 3–0-segern mot Malmö FF. Drygt två veckor senare fick Fröling för första gången chansen från start i Allsvenskan. Han blev då matchhjälte när KFF besegrade IK Sirius med 1–0.
Säsongen 2019 blev Fröling Kalmars bäste målgörare i Allsvenskan med fem mål; utöver detta blev det även tre assist. Två av målen kom i en bortaseger mot Östersund som slutade 1–2. Under 2020 hann Fröling endast med att spela sex allsvenska matcher och göra två mål innan han i juli drabbades av en allvarlig skada i vänster knä som fick honom att missa en stor del av säsongen. Parallellt med säsongsupptakten av allsvenskan i juni 2020 nominerades Fröling av Tuttosport som en av de 100 bästa fotbollsspelarna i Europa under 21 års ålder. Han ströks dock sedan när listan i september bantades ner från 60 till 40 kandidater.

### Till Tyskland och Hansa Rostock
Efter att ha blivit erbjuden en kontraktsförlängning med Kalmar valde Fröling ändå att lämna klubben och i slutet på december 2021 värvades han på en fri transfer av tyska 2. Bundesliga-laget Hansa Rostock, där han skrev på ett 3,5-årskontrakt.

## Spelstil
Frölings spelstil präglas av fysisk styrka, snabbhet och bra bollbehandling.

### Webbsidor
- Nils Fröling på Svenska Fotbollförbundets webbplats
- Nils Fröling på Soccerway (engelska)